# Ulee Tutue (Pidie)
Ulee Tutue is een bestuurslaag in het regentschap Pidie van de provincie Atjeh, Indonesië. Ulee Tutue telt 431 inwoners (volkstelling 2010).